# Receptor olfactiu
Els Receptors olfactius, també coneguts com a receptors olorants, són quimioreceptors localitzats a les membranes cel·lulars de les neurones receptores olfactives i són responsables de la detecció d'olors que donen lloc al sentit de l'olfacte. Els receptors olfactius activats desencadenen impulsos nerviosos que transmeten informació sobre l'olor al cervell. Aquests receptors formen part de la família de receptors tipus rodopsina de classe A dels receptors acoblats a proteïnes G (GPCR). Els receptors olfactius formen una família multigènica formada per uns 800 gens en humans i 1400 gens en ratolins.
En els vertebratss, els receptors olfactius es troben tant als cilis com a les sinapsis de les neurones sensorials olfactives i a l'epiteli olfactiu dins de la cavitat nasal dels humans. En insectes, els receptors olfactius es troben a les antenes i altres òrgans quimiosensorials. Les cèl·lules espermatozoides també tenen receptors d'olors, que es creu que estan implicats en la quimiotaxi per trobar l'òvul.
En l'ésser humà el receptor olfactiu està situat dins del nas, el seu treball es identificar les olors que olorem o rebem. El nas, estructurat a partir de l'os etmoide i el teixit cartilaginós, és la part exterior del sistema olfactiu humà. Les obertures de les fosses nasals permeten que les molècules oloroses (també conegudes com a "olorants") arribin a l'epiteli olfactiu, que es troba a la part superior o sostre de la cavitat nasal. L'epiteli olfactiu es compon de capes de teixit cobert de moc, que es troba a tota la cavitat nasal i té la funció de dissoldre molècules oloroses i retenir partícules potencialment perilloses per als pulmons. És aquí, a la capa de moc del teixit epitelial, que es troben les cèl·lules receptores de molècules oloroses. Aquestes cèl·lules són neurones bipolars especialitzades en la recepció de compostos químics. Aquesta funció té lloc al pol apical de la neurona, mentre que l'extrem oposat, el pol basal, sinaptastes amb la bombeta olfactiva que passa a través de l'os conegut com a làmina de bressol sis, que es troba a la base del cervell.

## Evolució
A través d'esdeveniments genòmics com la duplicació cromosòmica i la conversió gènica s'ha demostrat que la família de gens del receptor olfactiu dels vertebrats evoluciona. L'evidència del paper de la duplicació en tàndem la proporciona el fet que molts gens de receptors olfactius pertanyents al mateix clade filogenètic es troben al mateix clúster de gens. Fins a aquest punt, l'organització dels cúmuls genòmics OR està ben conservada entre humans i ratolins, tot i que el recompte de receptors olfactius (OR) funcionals és molt diferent entre aquestes dues espècies. Aquesta evolució de naixement i mort ha reunit segments de diversos gens OR per generar i degenerar configuracions de llocs d'unió d'odorants, creant nous gens OR funcionals així com pseudogens.
En comparació amb molts altres mamífers, els primats tenen un nombre relativament petit de gens OR funcionals. Per exemple, des de la divergència del seu avantpassat comú més recent, els ratolins han guanyat un total de 623 gens OR nous i han perdut 285 gens, mentre que els humans només han guanyat 83 gens, però n'han perdut 428. Els ratolins tenen un total de 1035 gens OR que codifiquen proteïnes, els humans tenen 387 gens OR que codifiquen les proteïnes. La hipòtesi de la prioritat de la visió afirma que l'evolució de la percepció del color en els primats pot haver disminuït la dependència dels primats de l'olfacte, la qual cosa explica la relaxació de la pressió selectiva que explica l'acumulació de pseudogens receptors olfactius en els primats. No obstant això, l'evidència recent ha deixat obsoleta la hipòtesi de la prioritat de la visió, perquè es basava en dades i hipòtesis enganyoses. La hipòtesi suposava que els gens OR funcionals es poden correlacionar amb la capacitat olfactiva d'un animal determinat. Segons aquesta visió, una disminució de la fracció de gens OR funcionals provocaria una reducció del sentit de l'olfacte; les espècies amb un recompte de pseudogens més alt també tindrien una capacitat olfactiva disminuïda. Aquesta suposició és errònia. Els gossos, que tenen fama de tenir bon sentit de l'olfacte, no tenen el major nombre de gens OR funcionals. A més, els pseudogens poden ser funcionals; El 67% dels pseudogens OR humans s'expressen a l'epiteli olfactiu principal, on possiblement tenen papers reguladors en l'expressió gènica. Més important encara, la hipòtesi de la prioritat de la visió suposava una pèrdua dràstica de gens OR funcionals a la branca dels micos del Vell Món, però aquesta conclusió es basava en dades de baixa resolució de només 100 gens OR. Els estudis d'alta resolució estan d'acord que els primats han perdut gens OR a totes les branques des de l'avantpassat comú fins als humans, cosa que indica que la degeneració dels repertoris de gens OR en primats no es pot explicar simplement per les capacitats canviants de la visió.
S'ha demostrat que la selecció negativa encara està relaxada en els receptors olfactius humans moderns, cosa que suggereix que encara no s'ha assolit cap estancament de funció mínima en els humans moderns i, per tant, la capacitat olfactiva encara podria estar disminuint. Es considera que això proporciona una primera pista sobre la futura evolució genètica humana.

## Descobriments
El 2004 Linda B. Buck i Richard Axel van guanyar el Premi Nobel de Fisiologia o Medicina pel seu treball, publicat el 1991, en receptors olfactius. L'any 2006, es va demostrar que existia una altra classe de receptors d'olors - coneguts com a receptors associats a traces d'amines (TAARs pel nom en anglès Trace amine-associated receptor) – existeixen per detectar amines volàtils. Excepte per a TAAR1, tots els TAAR funcionals en humans es manifesten a l'epiteli olfactiu. També s'ha identificat una tercera classe de receptors olfactius coneguts com a receptors vomeronasals; els receptors vomeronasals putativament funcionen com a receptors de feromones.
Com amb molts altres GPCR, encara hi ha una manca d'estructures experimentals a nivell atòmic per als receptors olfactius i la informació estructural es basa en mètodes d'homologia molecular. l'estructura de OR51E2, la primera dilucidació de l'estructura de qualsevol receptor olfactiu.
La limitada expressió funcional dels receptors olfactius en sistemes heteròlegs, però, ha obstaculitzat molt els intents de desorfanitzar-los (analitzar els perfils de resposta dels receptors olfactius únics). Això es va completar per primera vegada amb un receptor modificat genèticament, OR-I7 per caracteritzar l'"espai d'olor" d'una població de receptors d'aldehids natius.